# Estació de Mercat Nou
Mercat Nou és una estació de la L1 del Metro de Barcelona situada al districte de Sants-Montjuïc de Barcelona. Durant l'any 2008 i 2009 l'estació va romandre tancada per construir un calaix, l'estació ha estat remodelada totalment i ara està coberta, va reobrir al públic el 30 de juny de 2009.
L'antiga estació a l'aire lliure es va inaugurar el 1926 amb el nom de Mercado Nuevo com a part del primer tram posat en servei del Ferrocarril Metropolità Transversal. Aquest nom deriva de la denominació d'unes hortes properes "hort nou" que van passar a dir-se popularment "mercat nou" amb la ubicació del Mercat de Sants al segle xix. Posteriorment al 1982 amb la reorganització dels números de línies i canvis de nom d'estacions va adoptar el nom actual.

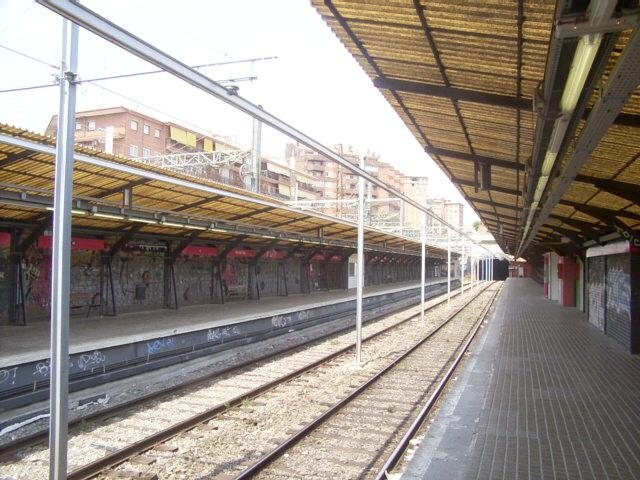
L'antiga estació exterior

| Metro de Barcelona     |               |       |                |                        |
| Procedència/Destinació | <             | Línia | >              | Procedència/Destinació |
| Hospital de Bellvitge  | Santa Eulàlia |       | Plaça de Sants | Fondo                  |

## Accessos
- Carrer Riera de Tena
- Carrer Burgos